# Hanuman pob 7 yodmanud
Hanuman pob 7 yodmanud (หนุมาน พบ 7 ยอดมนุษย์, letteralmente "Hanuman incontra i sette superuomini") è un film del 1975 diretto da Sompote Sands e Shohei Tojo.
È un tokusatsu di fantascienza, di kaijū e supereroi, che utilizza i personaggi della saga di Ultra.

## Trama
Zoffy, Ultraman, Ultraseven, Shin Ultraman (Ultraman Jack), Ultraman Ace e Ultraman Taro collaborano con il dio-scimmia Hanuman per combattere cinque mostri malvagi: Gomora (Ultraman), Dustpan (Mirrorman), Astromons, Tyrant e Dorobon (Ultraman Taro), risvegliati da un test di un missile andato storto.

## Distribuzione
In Giappone il film è stato distribuito col titolo Ultra 6 kyōdai tai kaijū gundan (ウルトラ6兄弟VS怪獣軍団, Urutora roku kyōdai tai kaijū gundan).